# Ciclismo ai Giochi della XXXII Olimpiade - Corsa in linea femminile
La Corsa in linea femminile dei Giochi della XXXII Olimpiade si è svolta il 25 luglio 2021 su un percorso di 137 km in Giappone con partenza dal parco Musashino-no-mori a Tokyo e arrivo al circuito del Fuji. La medaglia d'oro è stata vinta dall'austriaca Anna Kiesenhofer, in 3h52'45" davanti all'olandese Annemiek van Vleuten, argento e all'italiana Elisa Longo Borghini bronzo.

## Il percorso
La prova in linea è stata di 137 km con un dislivello di 2692 metri condito da cinque salite, tutte sopra i mille metri. La partenza si è tenuta a Tokyo dal parco Musashino-no-mori e l'arrivo al circuito del Fuji ai piedi del monte Fuji. Dopo i primi 40 km pianeggianti, si è affrontato una lunga strada in salita di 40 km che ha portato il gruppo al primo GPM a 1121 m, a Doushi Road, seguito quindi un breve falsopiano fino all’ascesa di 4 km al Kagosaka Pass. Dopo una lunga discesa di 15 km, gli ultimi 18 km hanno portato i corridori al traguardo.

## Squadre e corridori partecipanti
Alla competizione hanno preso parte 67 cicliste di 43 nazioni. Le prime cinque nazioni del ranking UCI hanno potuto schierare 4 atlete: Paesi Bassi, Italia, Germania, Stati Uniti e Australia; il Belgio al 6º posto ne ha schierate 3, dal 7° al 13° ne hanno schierate due, dal 14° al 22° ne hanno schierate una, così come le altre 21 nazioni.

## Ordine d'arrivo
| Pos. | N. gara | Ciclista              | Nazione           | Tempo   | Distacco |
| ---- | ------- | --------------------- | ----------------- | ------- | -------- |
|      | 48      | Anna Kiesenhofer      | Austria           | 3:52:45 |          |
|      | 2       | Annemiek van Vleuten  | Paesi Bassi       | 3:54:00 | +1:15    |
|      | 7       | Elisa Longo Borghini  | Italia            | 3:54:14 | +1:29    |
| 4    | 20      | Lotte Kopecky         | Belgio            | 3:54:24 | +1:39    |
| 5    | 4       | Marianne Vos          | Paesi Bassi       | 3:54:31 | +1:46    |
| 6    | 11      | Lisa Brennauer        | Germania          | 3:54:31 | +1:46    |
| 7    | 28      | Coryn Rivera          | Stati Uniti       | 3:54:31 | +1:46    |
| 8    | 6       | Marta Cavalli         | Italia            | 3:54:31 | +1:46    |
| 9    | 57      | Ol'ga Zabelinskaja    | Uzbekistan        | 3:54:31 | +1:46    |
| 10   | 10      | Cecilie Uttrup Ludwig | Danimarca         | 3:54:31 | +1:46    |
| 11   | 22      | Elizabeth Deignan     | Gran Bretagna     | 3:54:31 | +1:46    |
| 12   | 33      | Mavi García           | Spagna            | 3:54:31 | +1:46    |
| 13   | 31      | Ashleigh Moolman      | Sudafrica         | 3:54:31 | +1:46    |
| 14   | 25      | Katarzyna Niewiadoma  | Polonia           | 3:54:31 | +1:46    |
| 15   | 1       | Anna van der Breggen  | Paesi Bassi       | 3:54:31 | +1:46    |
| 16   | 43      | Karol-Ann Canuel      | Canada            | 3:55:05 | +2:20    |
| 17   | 50      | Alena Amialiusik      | Bielorussia       | 3:55:05 | +2:20    |
| 18   | 24      | Marta Lach            | Polonia           | 3:55:13 | +2:28    |
| 19   | 40      | Eugenia Bujak         | Slovenia          | 3:55:13 | +2:28    |
| 20   | 41      | Christine Majerus     | Lussemburgo       | 3:55:13 | +2:28    |
| 21   | 64      | Eri Yonamine          | Giappone          | 3:55:13 | +2:28    |
| 22   | 49      | Paula Patiño          | Colombia          | 3:55:15 | +2:30    |
| 23   | 12      | Liane Lippert         | Germania          | 3:55:17 | +2:32    |
| 24   | 54      | Omer Shapira          | Israele           | 3:55:23 | +2:38    |
| 25   | 3       | Demi Vollering        | Paesi Bassi       | 3:55:41 | +2:56    |
| 26   | 16      | Tiffany Cromwell      | Australia         | 3:55:41 | +2:56    |
| 27   | 26      | Anna Plichta          | Polonia           | 3:55:08 | +3:13    |
| 28   | 34      | Ane Santesteban       | Spagna            | 3:56:04 | +3:19    |
| 29   | 29      | Leah Thomas           | Stati Uniti       | 3:56:07 | +3:22    |
| 30   | 36      | Juliette Labous       | Francia           | 3:56:07 | +3:22    |
| 31   | 27      | Chloé Dygert          | Stati Uniti       | 3:58:51 | +6:06    |
| 32   | 44      | Alison Jackson        | Canada            | 3:59:47 | +7:02    |
| 33   | 52      | Tereza Neumanová      | Rep. Ceca         | 3:59:47 | +7:02    |
| 34   | 56      | Arlenis Sierra        | Cuba              | 3:59:47 | +7:02    |
| 35   | 47      | Rasa Leleivytė        | Lituania          | 3:59:47 | +7:02    |
| 36   | 45      | Leah Kirchmann        | Canada            | 3:59:47 | +7:02    |
| 37   | 37      | Katrine Aalerud       | Norvegia          | 3:59:52 | +7:07    |
| 38   | 67      | Na Ah-reum            | Corea del Sud     | 4:01:08 | +8:23    |
| 39   | 39      | Tamara Dronova        | ROC               | 4:01:08 | +8:23    |
| 40   | 17      | Sarah Gigante         | Australia         | 4:01:08 | +8:23    |
| 41   | 13      | Hannah Ludwig         | Germania          | 4:01:08 | +8:23    |
| 42   | 21      | Julie Van de Velde    | Belgio            | 4:01:08 | +8:23    |
| 43   | 63      | Hiromi Kaneko         | Giappone          | 4:01:08 | +8:23    |
| 44   | 5       | Marta Bastianelli     | Italia            | 4:02:16 | +9:31    |
| 45   | 30      | Ruth Winder           | Stati Uniti       | 4:02:16 | +9:31    |
| 46   | 35      | Marlen Reusser        | Svizzera          | 4:02:16 | +9:31    |
| 47   | 15      | Grace Brown           | Australia         | 4:02:16 | +9:31    |
| 48   | 8       | Soraya Paladin        | Italia            | 4:08:40 | +15:55   |
| DNF  | 9       | Emma Norsgaard        | Danimarca         | -       | -        |
| DNF  | 14      | Trixi Worrack         | Germania          | -       | -        |
| DNF  | 18      | Amanda Spratt         | Australia         | -       | -        |
| DNF  | 19      | Valerie Demey         | Belgio            | -       | -        |
| DNF  | 23      | Anna Shackley         | Gran Bretagna     | -       | -        |
| DNF  | 32      | Carla Oberholzer      | Sudafrica         | -       | -        |
| DNF  | 38      | Stine Borgli          | Norvegia          | -       | -        |
| DNF  | 42      | Valerija Kononenko    | Ucraina           | -       | -        |
| DNF  | 46      | Jutatip Maneephan     | Thailandia        | -       | -        |
| DNF  | 51      | Vera Looser           | Namibia           | -       | -        |
| DNF  | 53      | Agua Marina Espínola  | Paraguay          | -       | -        |
| DNF  | 55      | Lizbeth Salazar       | Messico           | -       | -        |
| DNF  | 58      | Selam Amha            | Etiopia           | -       | -        |
| DNF  | 59      | Mosana Debesay        | Eritrea           | -       | -        |
| DNF  | 60      | María José Vargas     | Costa Rica        | -       | -        |
| DNF  | 61      | Sun Jiajun            | Cina              | -       | -        |
| DNF  | 62      | Antri Christoforou    | Cipro             | -       | -        |
| DNF  | 65      | Catalina Soto         | Cile              | -       | -        |
| DNF  | 66      | Teniel Campbell       | Trinidad e Tobago | -       | -        |